# Río Nyanga
El río Nyanga es un río de la parte centro-occidental de África que desemboca en el océano Atlántico, y que discurre por la parte meridional del Gabón y la septentrional de la República del Congo. Es el segundo río más importante de Gabón, después del río Ogooué. Tiene una longitud de 600 km.

## Geografía
El río Nyanga nace en la frontera entre los dos países, cerca de la confluencia de las provincias gabonesas de Ogooué-Lolo y Ngounié. Corre en dirección sur, formando durante un tramo la frontera entre Gabón y la República del Congo. Después se encamina al sureste, adentrándose en el Congo, a través de la región de Niari. Regresa a Gabón, entrando en la provincia homónima de Nyanga y describe una curva cerrada hacia el noroeste. Pasa a través de la ciudad de Tchibanga, capital de Nyanga y la ciudad más grande en el río (24.000 hab. en 2008), y luego, poco a poco, se vuelve al suroeste, corriendo a través de una serie de rápidos antes de salir en la llanura costera y desaguar en el océano Atlántico. 

### Afluentes
Sus principales afluentes son:
- el río Moukalaba, que a su vez recibe agua de su principal afluente, el río Ganzi;
- el río Douli.